# Sphagnum multifibrosum
Sphagnum multifibrosum là một loài rêu trong họ Sphagnaceae. Loài này được X.J. Li & M. Zang mô tả khoa học đầu tiên năm 1984.